# Nora Dunn
Nora Dunn (* 29. April 1952 in Chicago, Illinois) ist eine US-amerikanische Schauspielerin.

## Leben und Leistungen
Dunn entstammt einer irischamerikanischen Familie. Sie absolvierte in Chicago ein Kunststudium, studierte am Jean Sheldon Acting Workshop in San Francisco und gehörte der Gruppe The Second City an.
Dunn trat in den Jahren 1985 bis 1990 in der Comedy-Show Saturday Night Live auf. Sie ist einer der fünf Darsteller, die die Entlassungen im Jahr 1986 aufgrund der schlechten Quoten der Sendung überstanden haben; zu den anderen gehören Jon Lovitz und Dennis Miller.
Dunn spielte ihre erste Filmrolle an der Seite von Harrison Ford, Sigourney Weaver und Melanie Griffith in der Komödie Die Waffen der Frauen aus dem Jahr 1988. In den Jahren 1996 bis 1999 spielte sie in der Fernsehserie Die Nanny die Rolle von Dr. Reynolds. In der Komödie Max Keebles großer Plan (2001) spielte sie die Rolle von Lily Keeble. In der Komödie Laws of Attraction (2004), in der Pierce Brosnan und Julianne Moore Anwälte verkörpern, war sie in der Rolle der Richterin Abramovitz zu sehen.
Dunn schrieb ein Drehbuch, welches sie als Regisseurin verfilmen will und veröffentlichte das Buch Nobody’s Rib.
Dunn war zweimal verheiratet, zuletzt in den Jahren 1987 bis 1995 mit Ray Hutcherson. Ihr Bruder Kevin Dunn ist ebenfalls Schauspieler.

## Filmografie (Auswahl)
- 1985–1990: Saturday Night Live (Fernsehserie)
- 1988: Die Waffen der Frauen (Working Girl)
- 1990: Miami Blues
- 1991: Stepping Out
- 1992: Passion Fish
- 1993: Blondinen küßt man nicht (Born Yesterday)
- 1994: Nichts als Ärger (I Love Trouble)
- 1994: Glory Days (Shake, Rattle and Rock!)
- 1995: Last Supper – Die Henkersmahlzeit (The Last Supper)
- 1996–1999: Die Nanny (The Nanny, Fernsehserie)
- 1998: Bulworth
- 1998: Akte X – Die unheimlichen Fälle des FBI (The X-Files, Fernsehserie, 2 Episoden)
- 1998: The Thin Pink Line
- 1998: Air Bud 2 – Golden Receiver (Air Bud: Golden Receiver)
- 1999: Gnadenlos schön (Drop Dead Gorgeous)
- 1999: Three Kings – Es ist schön König zu sein (Three Kings)
- 2000: Good Vibrations – Sex vom anderen Stern (What Planet Are You From?)
- 2001: Zoolander
- 2001: Heartbreakers – Achtung: Scharfe Kurven! (Heartbreakers)
- 2001: Schlimmer geht’s immer! (What’s the Worst That Could Happen?)
- 2001: Max Keebles großer Plan (Max Keeble’s Big Move)
- 2002: Cherish
- 2003: Bruce Allmächtig (Bruce Almighty)
- 2003: Das Urteil – Jeder ist käuflich (Runaway Jury)
- 2004: Paper Cut
- 2004: Laws of Attraction
- 2005: Love for Rent
- 2006: Southland Tales
- 2006: Pucked
- 2006: Three Moons Over Milford (Fernsehserie)
- 2008: Ananas Express (Pineapple Express)
- 2009: Criminal Minds (Fernsehserie, Episode 4x16)
- 2009: Der göttliche Mister Faber (Arlen Faber)
- 2009: Wenn Liebe so einfach wäre (It’s complicated)
- 2012: 3, 2, 1... Frankie Go Boom
- 2012: LOL
- 2012: Unterwegs mit Mum (The Guilt Trip)
- 2015: Entourage
- 2015–2016: New Girl (Fernsehserie, 4 Episoden)
- 2018: Catch Me! (Tag)
- 2021: Together Together
- 2022: The Hater